# Tysk-österrikiska backhopparveckan 1997/1998
Tysk-österrikiska backhopparveckan 1997/1998 ingick i backhoppningsvärldscupen 1997/1998. Först hoppade man i Oberstdorf den 29 december, den 1 januari hoppade man i Garmisch-Partenkirchen och den 4 januari hoppade man i Innsbruck. Deltävlingen i Bischofshofen genomfördes slutligen den 6 januari.

## Oberstdorf

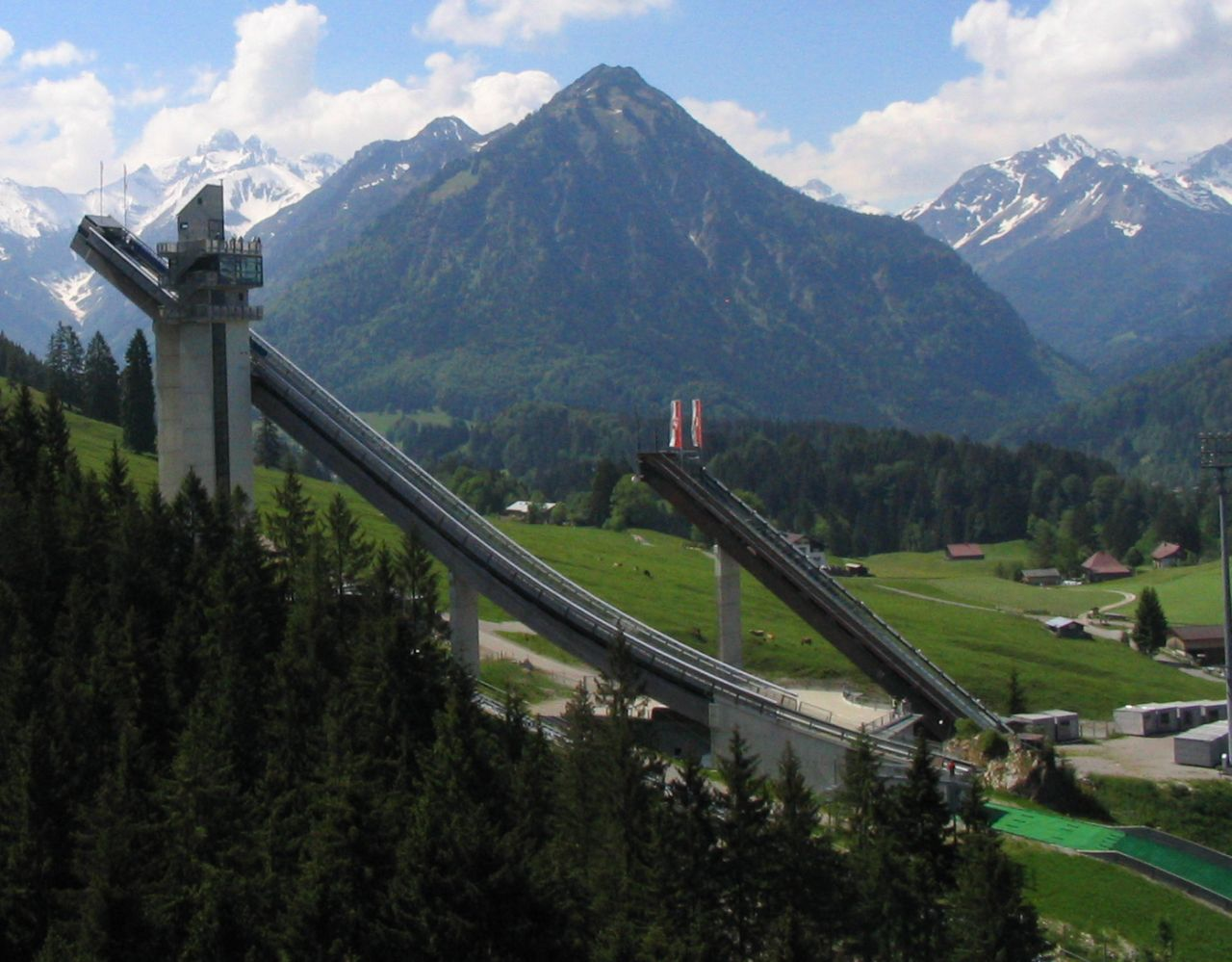
Backen i Oberstdorf

- Datum: 29 december 1997
- Land:  Tyskland
- Backe: Schattenbergschanze

| Placering | Hoppare            | Land      | Poäng |
| --------- | ------------------ | --------- | ----- |
| 01        | Kazuyoshi Funaki   | Japan     | 240,9 |
| 02        | Hiroya Saitō       | Japan     | 239,4 |
| 03        | Ari-Pekka Nikkola  | Finland   | 235,2 |
| 04        | Michael Wagner     | Tyskland  | 222,5 |
| 05        | Sven Hannawald     | Tyskland  | 222,4 |
| 06        | Noriaki Kasai      | Japan     | 221,9 |
| 07        | Andreas Goldberger | Österrike | 220,1 |
| 08        | Kazuya Yoshioka    | Japan     | 219,6 |
| 09        | Takanobu Okabe     | Japan     | 218,6 |
| 010       | Andreas Widhölzl   | Österrike | 217,6 |

## Garmisch-Partenkirchen

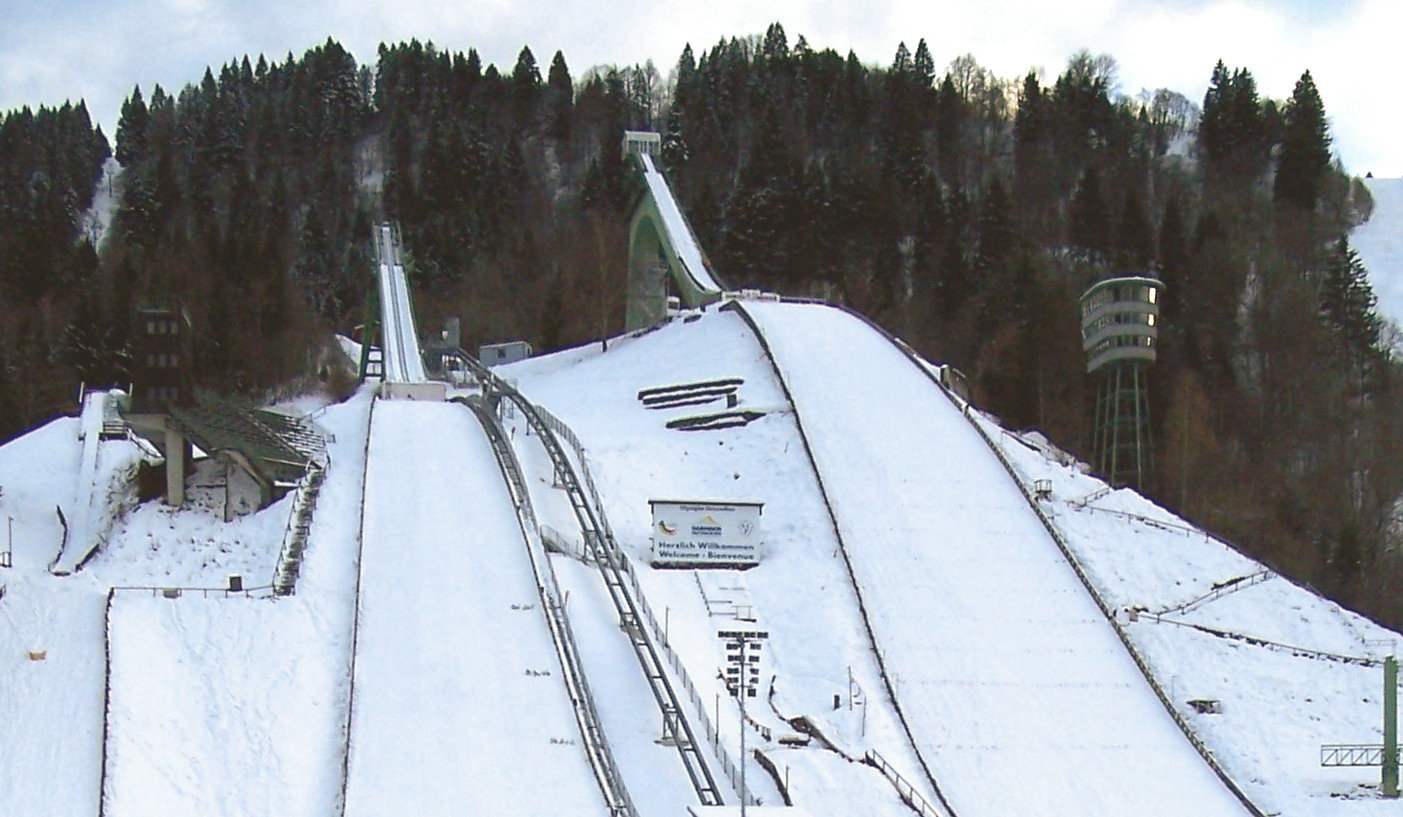
Backen i Garmisch-Partenkirchen

- Datum: 1 januari 1998
- Land:  Tyskland
- Backe: Große Olympiaschanze

| Placering | Hoppare          | Land      | Poäng |
| --------- | ---------------- | --------- | ----- |
| 01        | Kazuyoshi Funaki | Japan     | 243,5 |
| 02        | Masahiko Harada  | Japan     | 241,8 |
| 03        | Hiroya Saitō     | Japan     | 236,9 |
| 04        | Janne Ahonen     | Finland   | 228,4 |
| 05        | Jani Soininen    | Finland   | 227,2 |
| 06        | Primož Peterka   | Slovenien | 225,9 |
| 07        | Michael Wagner   | Tyskland  | 222,2 |
| 08        | Dieter Thoma     | Tyskland  | 221,8 |
| 09        | Kazuya Yoshioka  | Japan     | 215,3 |
| 010       | Sven Hannawald   | Tyskland  | 212,5 |

## Innsbruck

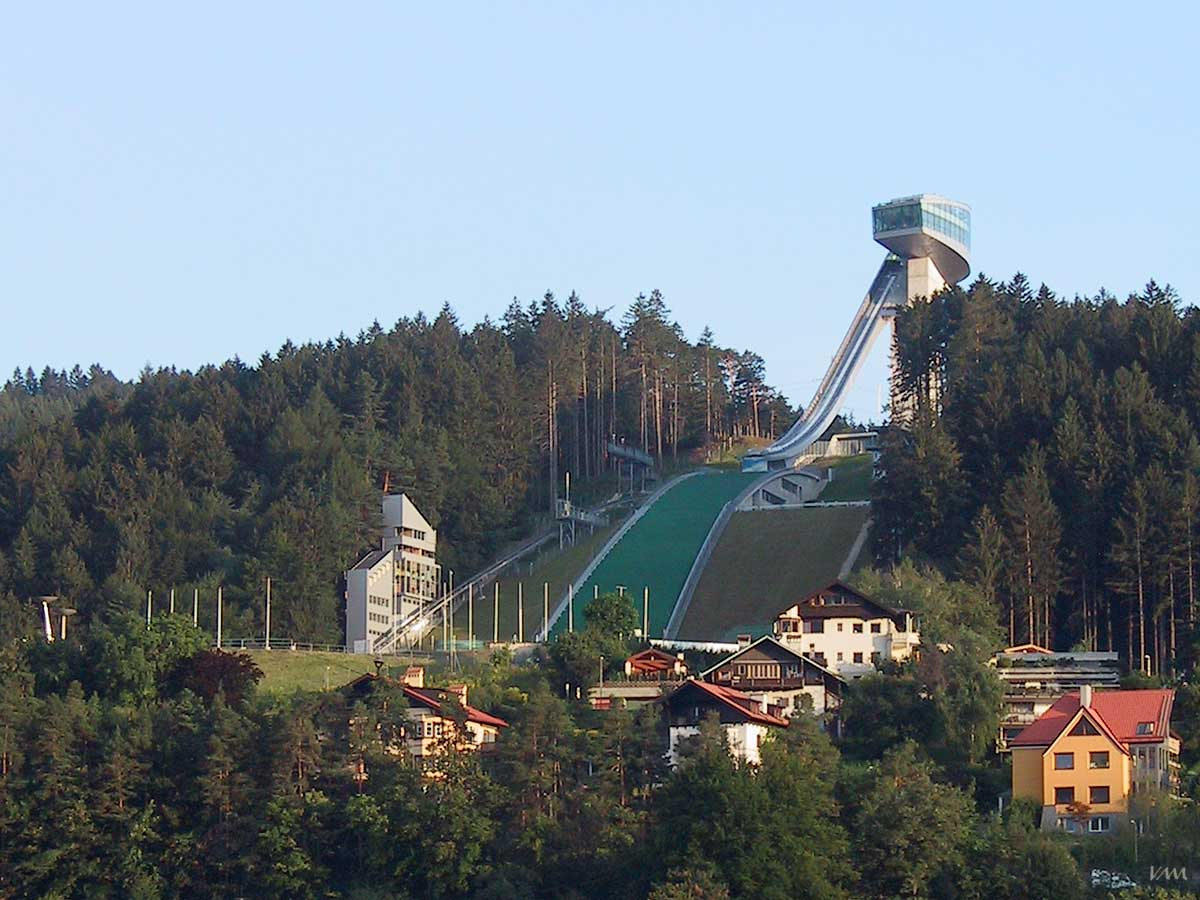
Backen i Innsbruck

- Datum: 4 januari 1998
- Land:  Österrike
- Backe: Bergiselschanze

| Placering | Hoppare            | Land      | Poäng |
| --------- | ------------------ | --------- | ----- |
| 01        | Kazuyoshi Funaki   | Japan     | 240,7 |
| 02        | Sven Hannawald     | Tyskland  | 230,3 |
| 03        | Janne Ahonen       | Finland   | 230,2 |
| 04        | Masahiko Harada    | Japan     | 229,3 |
| 05        | Andreas Goldberger | Österrike | 228,3 |
| 06        | Jani Soininen      | Finland   | 224,8 |
| 07        | Dieter Thoma       | Tyskland  | 224,5 |
| 08        | Primož Peterka     | Slovenien | 204,2 |
| 09        | Nicolas Dessum     | Frankrike | 203,9 |
| 010       | Hiroya Saitō       | Japan     | 195,4 |

## Bischofshofen

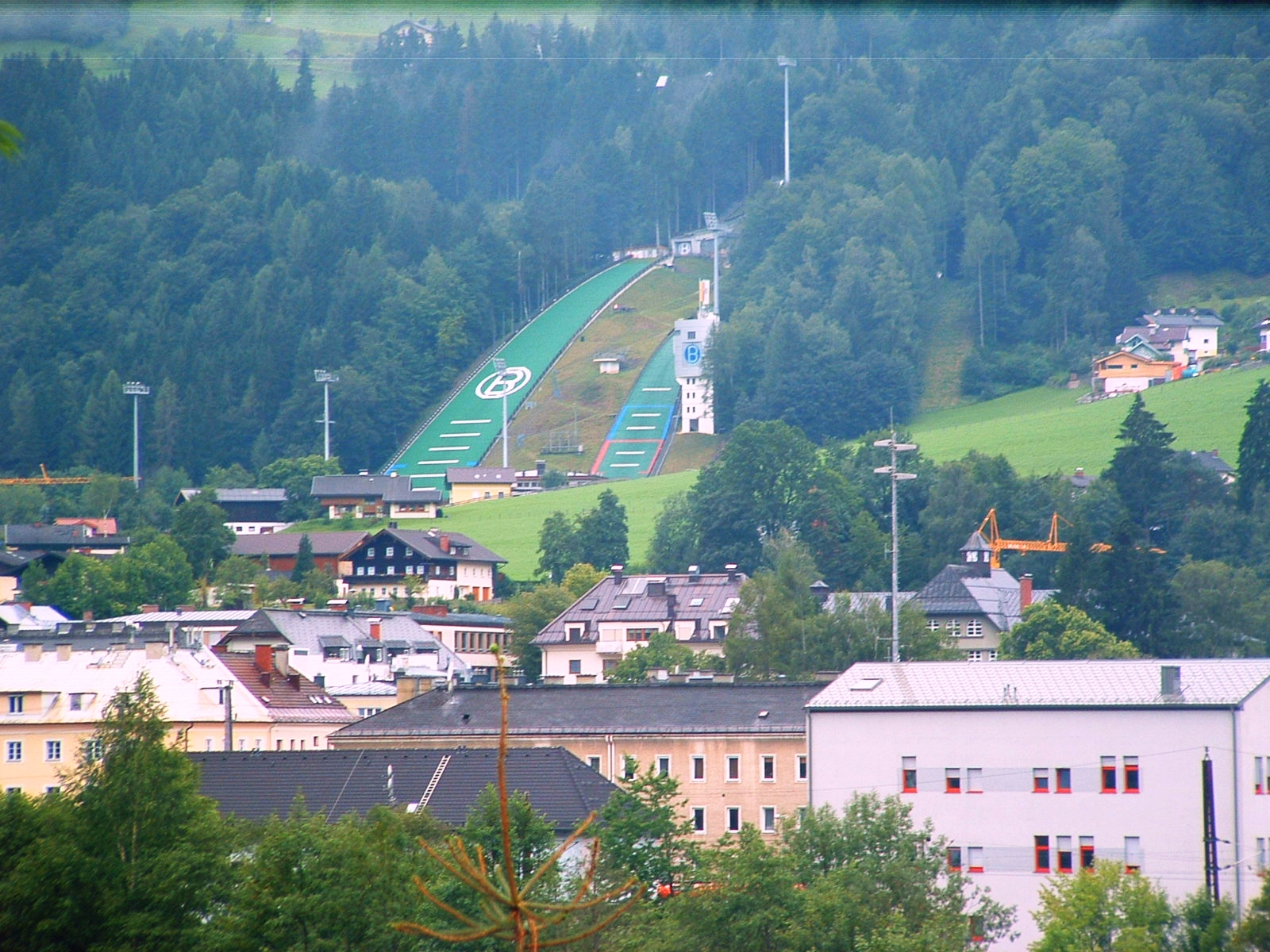
Backen i Bischofshofen

- Datum: 6 januari 1998
- Land:  Österrike
- Backe: Paul-Ausserleitner-Schanze

| Placering | Hoppare            | Land      | Poäng |
| --------- | ------------------ | --------- | ----- |
| 01        | Sven Hannawald     | Tyskland  | 247,6 |
| 02        | Hansjörg Jäkle     | Tyskland  | 235,2 |
| 03        | Janne Ahonen       | Finland   | 232,7 |
| 04        | Dieter Thoma       | Tyskland  | 229,6 |
| 05        | Andreas Widhölzl   | Österrike | 228,6 |
| 06        | Andreas Goldberger | Österrike | 225,0 |
| 07        | Jani Soininen      | Finland   | 223,1 |
| 08        | Kazuyoshi Funaki   | Japan     | 218,9 |
| 09        | Kimmo Savolainen   | Finland   | 212,6 |
| 010       | Wolfgang Loitzl    | Österrike | 205,9 |

## Slutställning
| Placering | Hoppare            | Land      | Poäng |
| --------- | ------------------ | --------- | ----- |
| 01        | Kazuyoshi Funaki   | Japan     | 944,0 |
| 02        | Sven Hannawald     | Tyskland  | 912,8 |
| 03        | Janne Ahonen       | Finland   | 907,0 |
| 04        | Andreas Goldberger | Österrike | 884,4 |
| 05        | Jani Soininen      | Finland   | 863,7 |
| 06        | Dieter Thoma       | Tyskland  | 859,1 |
| 07        | Andreas Widhölzl   | Österrike | 831,8 |
| 08        | Stefan Horngacher  | Österrike | 808,8 |
| 09        | Kazuya Yoshioka    | Japan     | 804,3 |
| 010       | Masahiko Harada    | Japan     | 777,9 |